# Ґері Фріман
Ґері Фрімен (англ. Gary Freeman) — американський комерційний художник, який займається видавничою справою, рекламою та індустрією відеоігор. Він отримав кілька нагород за свою роботу в галузі ілюстрації та реклами. Він також був провідним дизайнером концепцій кількох відомих франшиз відеоігор. Зараз Фрімен живе з дружиною в північній частині штату Нью-Гемпшир.

## Ілюстрація
Ілюстрації Ґері Фрімена створені переважно під впливом наукової фантастики та фентезі. Понад 100 його зображень було опубліковано у відомих науково-фантастичних журналах, у тому числі в Емейзін сторіз (Amazing Stories), Аналог (Analog), Фантастік сторіз (Fantastic Stories), Хеві метал (Heavy Metal) і в Азімовз сайнс фікшн (Isaac Asimov's Science Fiction Magazine). З його опублікованих робіт 36 були використані як обкладинки журналів. Твори Фрімена також використовувалися як обкладинки для 21 науково-фантастичного роману опублікованого Ace Books, Baen Books і Roc. До них належить збірка оповідань Азімова «Роботи» 1991 року.

## Відеоігри
Фріман був концепт-дизайнером Westwood і Electronic Arts. Він створив концепцію та ігрове оформлення для відеогри Blade Runner 1997 року та працював над такими франшизами, як Command & Conquer, Dune, Empire Earth та Transformers.

## Нагороди
Фрімен отримав кілька нагород за свою роботу, у тому числі три ADDY, бронзову медаль і нагороду «Вибір судді» від AIGA Awards 2004, а також три нагороди Readers' Choice Awards.
Він також отримав загалом 18 номінацій від журналу наукової фантастики Азімовз сайнс фікшн за найкращого художника обкладинки та найкращого художника інтер'єру. Фрімен був номінований на премію Чеслі 1989 року як найкраща ілюстрація для обкладинки журналу.
Його ілюстрації були відібрані для включення до 35-ї щорічної виставки Товариства ілюстраторів Лос-Анджелеса SPECTRUM 7, SPECTRUM 11, SPECTRUM 12, Expose 3 та Infected by Art, томи 1-6, де він отримав срібну нагороду за категорію наукової фантастики першого тому.

## Мистецтво
Багато творів Фрімена (демонстрованих тут) використовувалися як обкладинки науково-фантастичних романів і журналів.